# Methanobacterium
Methanobacterium ist eine Gattung von prokaryotischen Mikroorganismen, also eine Gattung von Lebewesen, deren Zellen keinen echten Zellkern aufweisen. Anders als der Namensteil „bacterium“ annehmen lässt, gehört Methanobacterium nicht zu den Bacteria, sondern in die Domäne Archaea. Es ist stäbchenförmig, anaerob, bildet Methan und wurde 1936 beschrieben.

## Eigenschaften
Die Zellen sind gerade, gekrümmte oder gebogene Stäbchen, die lang bis fadenförmig sind und ca. 0,5 bis 1,0 Mikrometer (µm) Durchmesser aufweisen. Endosporen werden nicht gebildet. Methanobacterium ist unbeweglich und Fimbrien können vorhanden sein. Die Zellwände unterscheiden sich chemisch vom Peptidoglycan und erscheinen normalerweise als Gram-positiv, sowohl bei der Gramfärbung als auch bei elektronenmikroskopischen Aufnahmen.
Methanobacterium-Arten finden bei 37 bis 45 °C optimale Wachstumstemperaturen vor und sind streng anaerob. Der Energiestoffwechsel erfolgt durch Reduktion von Kohlendioxid (CO2) zu Methan (CH4), wobei Wasserstoff (H2) als Elektronendonor für diese Reduktion dient und einige Methanobacterium-Stämme können auch Formiat, sekundäre Alkohole und Kohlenmonoxid (CO) verwenden. Ammoniak (oder für einige Stämme auch Distickstoff) kann als einzige Stickstoffquelle verwendet werden. Sulfid kann als Schwefelquelle dienen. Der G+C-Gehalt der DNA reicht bei Methanobacterium von 32 bis 61 %.

## Systematik

### Überblick
Die Gattung Methanobacterium wurde 1936 durch Kluyver und van Niel beschrieben und 1980 bestätigt.
Die Typusart der Gattung ist Methanobacterium formicicum. Der Typstamm der Typusart M. formicicum ist der Stamm MF (bzw. DSM 1535).
Methanobacterium ist die Typusgattung der Familie Methanobacteriaceae und es ist die Typusgattung der Ordnung Methanobacteriales.
Die Ordnung Methanobacteriales ist der Typus der Klasse Methanobacteria.
Methanobacterium gehört in die Domäne Archaea und dort in das Phylum (oder in die Abteilung) Euryarchaeota.
Die aktuelle Nomenklatur und Einordnung ist in der LPSN einsehbar, Abruf 2019-07.

### Namen

#### Namensherkunft
Der Gattungsname „Methanobacterium“ bedeutet in etwa „methanbildendes Stäbchen“ (neolateinisch methanum = Methan und lateinisch bacterium = Stab; Namensherkunft in der LPSN).

#### Mehrdeutige Benennungen
Aus historischen Gründen haben Namen, die die Worte „Methan“ und „Bakterium“ integrieren, eine starke Tendenz zur Mehrdeutigkeit.

##### Mehrdeutige Übersetzungen
Das Homonym „Methanbakterien“ (oder „Methanobakterien“) könnte, abhängig vom Zeitpunkt der Anwendung des Begriffs, z. B. Folgendes meinen:
- mehrere Mitglieder (Arten, Stämme, Kolonien usw.) der Gattung Methanobacterium,
- alle stäbchenförmigen (bakterienförmigen) Methanbildner,
- alle Methanbildner („Bakterien“ als Synonym für alle Prokaryoten, z. B. Barker 1956[13])
- die Familie Methanobacteriaceae (Barker 1956[13]),
- die Klasse Methanobacteria (als Trivialname).

Daher sollte man im Zweifelsfall den jeweiligen wissenschaftlichen Namen in einer ausgeschriebenen Form bevorzugen.

##### Mehrdeutige Zuweisung von Kulturstämmen
Auch bei der Zuordnung von Kulturstämmen für Methanobacterium ist eine möglichst vollständige Angabe hilfreich, um Verwechslungen vorzubeugen oder diese nachvollziehen zu können. So wurde beispielsweise ein Stamm, der als „M.o.H.“ bezeichnet wurde, mit den Namen „Methanobacillus omelianskii“, „Methanobacterium formicicum“ und „Methanobacterium bryantii“ in Verbindung gebracht:
- 1967 wurde von Bryant et al. eine Co-Kultur beschrieben, die einen methanbildenden Stamm enthielt, den Bryant „M.o.H.“ nannte.[14] Die zugrunde liegende Cokultur wurde zuvor als „Methanobacillus omelianskii“ bezeichnet, da man anfangs nicht wusste, dass zwei Mikroorganismen beteiligt waren.[14] Der Stamm „M.o.H.“ (bzw. DSM 863) wurde 1979 der Gattung Methanobacterium zugeordnet.[15] Durch Verwechslungen ist der Stamm „M.o.H.“ (bzw. DSM 863) zwischenzeitlich für zwei verschiedene Arten als Typstamm zugewiesen worden (für Methanobacterium formicicum[1] und für Methanobacterium bryantii[6]). Diese Zweifachzuweisung wurde 1992 aufgehoben.[4]

Um den Status von Artbeschreibungen kenntlich zu machen, werden häufig erweiterte Schreibweisen verwendet, wie das hier für eine taxonomische Datenbank (LPSN) und zwei Stammsammlungen (DSMZ und ATCC®) anhand von zwei Beispielen dargestellt wird:
M. formicicum:
- LPSN – „Methanobacterium formicicum Schnellen 1947 (Approved Lists 1980) emend. Judicial Commission 1992“,[16]
- DSMZ – „Methanobacterium formicicum Schnellen 1947 emend. Judicial Commission 1992“,[17]
- ATCC® – „Methanobacterium formicicum Schnellen emend. Judicial Commission (ATCC®33274™)“.[18]

M. bryantii:
- LPSN – „Methanobacterium bryantii Balch and Wolfe 1981 emend. Judicial Commission 1992“,[19]
- DSMZ – „Methanobacterium bryantii Balch and Wolfe 1981 emend. Judicial Commission 1992“,[20]
- ATCC® – „Methanobacterium bryantii Balch and Wolfe (ATCC® 33272™)“.[21]

Der Schriftzug „emend. Judicial Commission 1992“ weist darauf hin, dass 1992 ein entsprechendes Gremium, letztlich im Auftrag der Internationalen Vereinigung der Mikrobiologischen Gesellschaften (IUMS), eine Verbesserung der Beschreibung der beiden Arten vorgenommen hat.

##### Mehrdeutige Klassifizierung
Eine weitere Herausforderung sind taxonomische Synonyme in Bezug auf die Klassifizierung der Gattung Methanobacterium. Oberhalb der Ordnung „Methanobacteriales Balch & Wolfe 1981“ existieren alternative Einteilungssysteme:
- Murray stellte 1984 die Klasse „Archaeobacteria“ mit der Typusordnung Methanobacteriales auf.[22] Die Klasse „Archaeobacteria Murray 1988“[23] basierte auf dem ähnlich geschriebenen „primary kingdom archaebacteria“[24] von Woese und Fox, 1977. Die Prokaryoten werden mitunter bis in die heutige Zeit (beispielsweise 2015 bei Akanni et al.[25]) als Eubacteria und Archaebacteria unterschieden (wie diese Gruppen bereits 1977 von Woese und Fox genannt wurden[24]), statt als Bacteria und Archaea (wie 1990 durch Woese et al. vorgeschlagen[10]).
- Cavalier-Smith stellte 2002 die Klasse „Methanothermea Cavalier-Smith 2002“ auf, welche unter anderem die Ordnung Methanobacteriales beinhaltete und die Ordnung Methanococcales als Typus hatte.[26]

Die Verwendung der Klasse Methanobacteria Boone 2002 (Effektive Veröffentlichung 2001 und Anerkennung 2002) hat sich durchgesetzt. Der Name „Archaeobacteria Murray 1988“ wird praktisch nicht benutzt, der Name „Methanothermea Cavalier-Smith 2002“ wird jedoch manchmal erwähnt.

### Arten der Gattung
Zum Zeitpunkt des Abrufs (2019-07) wurden in der LPSN (List of Prokaryotic names with Standing in Nomenclature) für die Gattung Methanobacterium 34 Artnamen gelistet. 24 Artnamen entsprachen aktuellen Arten der Gattung, 10 Namen wurden früher verwendet und später neu kombiniert, das heißt, diese 10 Arten wurden letztlich in andere Gattungen gestellt.

#### Aktuelle Arten
Arten, die gegenwärtig (2019-07) innerhalb der Gattung Methanobacterium stehen:
Methanobacteriaceae Barker 1956 (übergeordnete Familie)
- Methanobacterium Kluyver & van Niel 1936
  1. Methanobacterium aarhusense Shlimon et al. 2004
  2. Methanobacterium aggregans Kern et al. 2015
  3. Methanobacterium alcaliphilum Worakit et al. 1986
  4. Methanobacterium arcticum Shcherbakova et al. 2011
  5. Methanobacterium beijingense Ma et al. 2005
  6. Methanobacterium bryantii Balch & Wolfe 1981
  7. Methanobacterium congolense Cuzin et al. 2001
  8. Methanobacterium espanolae Patel et al. 1990
  9. Methanobacterium ferruginis Mori & Harayama 2011
  10. Methanobacterium flexile Zhu et al. 2011
  11. Methanobacterium formicicum Schnellen 1947; Typusart der Gattung
    - M. formicicum MFT (bzw. DSM 1535); Typstamm der Typusart

  12. Methanobacterium ivanovii Jain et al. 1988
  13. Methanobacterium kanagiense Kitamura et al. 2011
  14. Methanobacterium lacus Borrel et al. 2012
  15. Methanobacterium movens Zhu et al. 2011
  16. Methanobacterium movilense Schirmack et al. 2014
  17. Methanobacterium oryzae Joulian et al. 2000
  18. Methanobacterium paludis Cadillo-Quiroz et al. 2014
  19. Methanobacterium palustre Zellner et al. 1990
  20. Methanobacterium petrolearium Mori & Harayama 2011
  21. Methanobacterium subterraneum Kotelnikova et al. 1998
  22. Methanobacterium thermaggregans corrig. Blotevogel & Fischer 1988
  23. Methanobacterium uliginosum König 1985
  24. Methanobacterium veterum Krivushin et al. 2010

#### Frühere Arten
Ehemalige Methanobacterium-Arten (Abruf 2019-07), die jetzt zu anderen Gattungen gehören (Methanobrevibacter, Methanothermobacter und Methanomicrobium):
1. Methanobacterium arbophilicum → Methanobrevibacter arboriphilus corrig. (Zeikus & Henning 1975) Balch et al. 1981
2. Methanobacterium defluvii → Methanothermobacter defluvii (Kotelnikova et al. 1994) Boone 2002
3. Methanobacterium mobile → Methanomicrobium mobile (Paynter & Hungate 1968) Balch and Wolfe 1981
4. Methanobacterium ruminantium → Methanobrevibacter ruminantium (Smith & Hungate 1958) Balch and Wolfe 1981
5. Methanobacterium thermalcaliphilum → Methanothermobacter thermautotrophicus (Zeikus & Wolfe 1972) Wasserfallen et al. 2000
6. Methanobacterium thermautotrophicum → Methanothermobacter thermautotrophicus (Zeikus & Wolfe 1972) Wasserfallen et al. 2000
7. Methanobacterium thermoflexum → Methanothermobacter thermoflexus (Kotelnikova et al. 1994) Boone 2002
8. Methanobacterium thermoformicicum → Methanobacterium thermautotrophicum → Methanothermobacter thermautotrophicus (Zeikus & Wolfe 1972) Wasserfallen et al. 2000
9. Methanobacterium thermophilum → Methanothermobacter thermophilus (Laurinavichus et al. 1990) Boone 2002
10. Methanobacterium wolfei → Methanothermobacter wolfeii (Winter et al. 1985) Wasserfallen et al. 2000

### Phylogenetik
Nach phylogenetischen Analysen wird Methanobacterium in eine Klade gestellt, die ausschließlich methanbildende Archaeen enthält und als „Superklasse Methanomada“ bezeichnet wurde. Die Klade „Methanomada“ enthält die Ordnungen Methanobacteriales, Methanococcales und Methanopyrales, bzw. die Klassen Methanobacteria, Methanococci und Methanopyri und steht innerhalb der Euryarchaeota.

## Vorkommen und Bedeutung
Arten mit dem Gattungsnamen Methanobacterium kommen sowohl in kalten Habitaten als auch bei höheren Temperaturen vor. Das macht sie sowohl in ökologischer Hinsicht interessant, da sie bei der Methanbildung der ausgedehnten Torfflächen in arktischen Gebieten eine Rolle spielen, als auch für die Energiegewinnung, da die Methanproduktion bei höheren Temperaturen (z. B. 60 °C für Methanobacterium thermaggregans) effizient ablaufen kann.
Allerdings sind einige Arten, die früher zu Methanobacterium gehörten, später Methanothermobacter zugeordnet worden. Auch die heute gültige thermophile Art Methanobacterium thermaggregans, die aus Schlamm einer Rinderweide isoliert wurde, wurde bereits mit Methanothermobacter assoziiert. Zwei Arten von methanbildenden Archaeen, die im Pansen von Wiederkäuern vorkommen (Methanomicrobium mobile und Methanobrevibacter ruminantium), wurden früher ebenfalls Methanobacterium zugeordnet. Zumindest bei Hausrindern gehört heute keine Methanobacterium-Art zu den Kernkomponenten des Mikrobioms im Pansen.
Methanobacterium-Stämme bzw. -Arten wurden häufig aus anaeroben Schlamm oder ähnlichem isoliert, z. B. aus dem Sediment eines Süßwassersees (M. lacus) und aus Reisfeldern (M. kanagiense und M. oryzae), aus eher salzigen Habitaten wie Marschland (M. uliginosum) und Meeressediment (M. aarhusense), aus alkalischen Salzseen (M. alcaliphilum, M. flexile und M. movens) und aus speziellen unterirdischen Habitaten (M. subterraneum wurde aus einem Tiefenwassersystem unterhalb einer Ostseeinsel und M. movilense wurde aus einer Höhle mit hohem Hydrogensulfid-, Ammonium- und Methangehalt isoliert).
Weiterhin stammen Arten aus Permafrostböden in Tundren (M. arcticum und M. veterum) und Torfmooren der nördlichen Hemisphäre (M. paludis und M. palustre). Aus technischen Anlagen wurden ebenfalls Arten isoliert, z. B. aus Anlagen der anaeroben, organischen Abfallverwertung (M. aggregans, M. beijingense, M. congolense und M. formicicum) und speziellen, technischen Anlagen (M. espanolae wurde aus dem Schlamm einer Abwasseraufbereitungsanlage einer Kraftpapier-Mühle in Kanada isoliert; M. ferruginis und M. petrolearium wurden aus salzigen Umgebungen in Japan isoliert, M. ferruginis aus korrodiertem Eisen von der Innenseite einer Erdgasleitung und M. petrolearium aus dem Bodenschlamm eines Mineralöltanks).
Insgesamt tendieren Methanobacterium-Arten zur Syntrophie. Einer der ersten Kulturstämme von Methanobacterium, „M.o.H.“, stammt aus einer Co-Kultur zweier Mikroben, die anfangs „Methanobacterium Omelianskii“ und später „Methanobacillus omelianskii“ genannt wurde. In dieser Co-Kultur konnte der eine Syntrophie-Partner („S-Organismus“) aus Ethanol Wasserstoff, Acetat und Kohlendioxid herstellten, während der andere Partner („M.o.H.“) den Wasserstoff zusammen mit dem Kohlendioxid für die Methanbildung nutzte. Der Stamm „M.o.H.“ wurde später der Art Methanobacterium bryantii zugeordnet und dürfte letztlich aus Gewässerschlamm stammen. In einer anderen Co-Kultur beeinflusste Methanobacterium bryantii die Transkription von Anaeromyces robustus, einem Pilz (Familie Neocallimastigaceae), der im Verdauungstrakt von Säugetieren vorkommt. Im Pilz wurden vor allem die Gene von Kohlenhydrat-aktiven Enzymen gefördert, was auf den verstärkten Abbau von Zellulose und Holz zielen dürfte.
Ein wichtiger Punkt, der Syntrophien begünstigen dürfte, ist der Stoffwechsel von Methanobacterium, welcher auf Kohlendioxid und Wasserstoff fußt. In den meisten Ökosystemen, die Methanobacterium besiedelt, stammen sowohl Kohlendioxid als auch Wasserstoff aus Gärungsprozessen von anaeroben Bakterien (siehe auch Methanogenese).
Die genauen Verhältnisse der Kohlendioxid- und Wasserstoff-Verwertung für einzelne Stämme wurden bisher kaum untersucht. Methanobacterium nutzt Kohlendioxid und Wasserstoff für zwei Ziele: für die Bereitstellung von Energie und für den Aufbau seiner Archaeen-Zellen. Der erste Aspekt (Energiestoffwechsel) basiert darauf, dass das Endprodukt der chemischen Redoxreaktion, Methan, weniger Energie enthält, als die Ausgangsstoffe und der zweite Aspekt (Assimilation von Kohlenstoff) beruht darauf, dass ein Teil der Kohlenstoffs, welches aus dem Kohlendioxid stammt, zu zelleigenen Verbindungen umgewandelt wird.
Mit Methanobacterium congolense wurde eine Studie durchgeführt, die sich vor allem mit der Frage beschäftigte, wie viel Kohlendioxid der betrachtete M.-congolense-Stamm benötigt. Es stellte sich heraus, dass die Konzentration an Kohlendioxid, die für einen effektiven Methanogenese-Prozess verwendet werden sollte, weniger mit der Verfügbarkeit des Kohlendioxids selbst, als vielmehr mit dem pH-Wert des Mediums zu tun hatte. (Gelöstes Kohlendioxid ist eine Säure und beeinträchtigt Methanobacterium, wenn der pH-Wert zu gering wird.)

## Datenbanken
- LPSN, Methanobacterium – http://www.bacterio.net/methanobacterium.html
- NCBI, taxonomy browser, Methanobacterium – https://www.ncbi.nlm.nih.gov/Taxonomy/Browser/wwwtax.cgi?id=2160
- BacDive, Methanobacterium – https://bacdive.dsmz.de/search?search=Methanobacterium&submit=
- MicrobeWiki, Methanobacterium – https://microbewiki.kenyon.edu/index.php?title=Special%3ASearch&search=Methanobacterium&go=Go